# Angstwerbung
 Angstwerbung ist unlauteres bzw. sittenwidriges Werbeverhalten, das gezielt die Angst oder Zwangslage des Verbrauchers zur eigenen Absatzsteigerung ausnutzt (§ 3 und § 4 Ziff. 2 UWG). Es handelt sich um eine unsachliche Beeinflussung der Kaufentscheidung, sofern nicht mehr nur über tatsächlich bestehende Risiken aufgeklärt, sondern bewusst die irrationale Sorge vor drohenden Gefahren geschürt und ein Gefühl der Hilflosigkeit erzeugt und ausgenutzt wird.